# Homaloptera menoni
Homaloptera menoni är en fiskart som beskrevs av Shaji och Easa, 1995. Homaloptera menoni ingår i släktet Homaloptera och familjen grönlingsfiskar. IUCN kategoriserar arten globalt som livskraftig. Inga underarter finns listade i Catalogue of Life.